# Кооператив Ништяк
«Кооператив Ништяк» (с 2005 года — «КооперативништяК») — советская и российская рок-группа, основанная в 1983 году в Тюмени. Лидером группы является Кирилл Рыбьяков. Стиль коллектива варьируется от пост-панка и хардкор-панка до дарк-фолка, ироничной лёгкой музыки и индастриала.

## История группы
Первоначально в состав группы вошли Кирилл Рыбьяков и Игорь «Выдумщик» Булдаков. Коллектив на раннем этапе исполнял акустический гаражный рок и назывался «Табу». Первой работой коллектива стал альбом «По ту сторону от трубы», записанный в том же 1983 году. Примерно тогда же состоялся и первый его концерт — в неназванной деревне в получасе езды от Тюмени в здании бывшей церкви, в котором обычно хранили собранный урожай.
В 1986 году Рыбьяков, в то время учившийся на филолога в Тюменском государственном университете, познакомился с Юрием Крыловым. Вместе они создали группу «КРЮК» (чьё название представляло собой аббревиатуру, составленную из первых букв имён и фамилий участников проекта) и примкнули к музыкальной формации «Инструкция по выживанию». Значительная часть текстов песен, вошедших в записанный в том же году альбом «Ночной бит», была сочинена именно Рыбьяковым.
Тем временем, Булдаков проходил срочную службу в рядах Советской армии в некоем штабе в Москве. После демобилизации он собрал собственную группу под названием «Собачья жизнь».
Примерно в то же время Рыбьяков, желая избежать призыва в армию, попадает в психиатрическую больницу строгого режима. Всего неделю спустя, благодаря содействию Алексея Михайлова, его выпускают оттуда с белым билетом на руках.
Весной 1987 года Рыбьяков и Крылов прекращают сотрудничество с «Инструкцией по выживанию». После этого Крылов уезжает в Армению, а Рыбьяков вместе с Валерием «Варелой» Усольцевым и Владимиром «Джагером» Медведевым создаёт группу с провокационным названием «Аль Джихад аль Ислами». В июне того же года она даёт свой единственный концерт, оказавшийся не очень удачным, но скандальным, после чего распадается, не оставив после себя никаких записей. Вскоре Усольцев вливается в состав «Инструкции по выживанию».
Осенью 1987 года Рыбьяков принимает участие в записи совместного разового проекта тюменских музыкантов и Егора Летова «Инструкция по обороне».
Весной 1988 года появляется название «Кооператив Ништяк». По легенде, как-то раз Рыбьяков и Артур Струков (лидер группы «Культурная революция») гуляли по ночным улицам Тюмени. Проходя мимо очередного дома с вывеской «кооператив», они неожиданно в один голос воскликнули: «Кооператив Ништяк!». Тем временем, к Рыбьякову присоединяется Вадим Обвинцев. Летом того же года коллектив выступает в Тюмени на Первом фестивале альтернативной и леворадикальной музыки в следующем составе: Кирилл Рыбьяков (вокал, гитара), Игорь «Джефф» Жевтун (гитара), Артур Струков (бас-гитара), Вадим Обвинцев (скрипка), Давид Гидалевич (дудка), Егор Летов (ударные). Через какое-то время Обвинцев отходит от музыкальной деятельности и начинает заниматься бизнесом, и Рыбьяков остаётся без музыкантов.
В 1989 году к группе присоединяется Александр Андрюшкин, ставший на долгие годы одним из ключевых участников коллектива, и Игорь «Чёрный карлик» Бедарев. Кроме того, в состав группы возвращается Булдаков. Тогда же коллектив записывает альбом «Разбойное нападение на необитаемый остров» — по мнению Рыбьякова, первый относительно удачный альбом группы. Его особенностью было включение в аранжировки элементов грайндкора и кроссовер-трэша.
Летом 1991 года был записан альбом «Зигфрид» с совершенно новым для коллектива звуком. Эта запись ознаменовала собой начало выработки группой своего собственного стиля — замедленного панк-рока на грани хардкор-панка и метала.
В 1992 году Булдаков окончательно покидает ряды коллектива, после чего открывает своё дело. Тогда же уходит и Бедарев. Им на смену приходят Евгений «Джексон» Кокорин и Игорь Жевтун. Кокорин вскоре оставляет проект, а Жевтун участвует в нём вплоть до 1993 года, когда Летов возрождает «Гражданскую оборону», и Жевтун снова присоединяется к ней.
В феврале 1994 года группа (в тот момент в её состав входили: Кирилл Рыбьяков — вокал; Александр «Француз» Круговых — гитара; Михаил «Агрессор» Пушников — гитара; Александр «Рыжий» Чарков — бас-гитара; Александр Андрюшкин — ударные) открыла своим выступлением музыкальную акцию «Русский прорыв в Тюмени». Андрюшкин же в качестве барабанщика не только участвовал во всех последующих концертах «Русского прорыва», но и вошёл в состав «Гражданской обороны». При этом он не прекратил своего активного участия в творческой деятельности проекта Рыбьякова. В том же году коллективу удалось выпустить альбом «Аномалии и извращения», записанный в Москве на дочерней студии Андрея Тропилло, на виниловой пластинке. Он стал последней музыкальной грампластинкой, выпущенной в России в XX веке.
В ноябре 1994 года в Москве состоялся фестиваль «Сибирский драйв». Он был организован на деньги самого Рыбьякова. На фестивале выступили группы «Кооператив Ништяк», «Инструкция по выживанию» (без её лидера Романа Неумоева), «Мёртвый ты», «Чернозём», «Центральный гастроном» и другие тюменские команды.
В 1996 году коллектив участвовал в гастролях в поддержку Геннадия Зюганова на президентских выборах — по словам Рыбьякова, только по причине того, что они оплачивались.
В 1998 году Рыбьяков увольняет всех музыкантов, кроме Андрюшкина, и вместе с ним полностью погружается в студийную работу, в результате которой появляется цикл альбомов с совершенно иным звучанием, сочетающим в себе элементы психоделического и экспериментального рока. Апофеозом данного периода считается альбом «Обыкновенный цинизм» 2001 года (хотя Рыбьякову больше нравится альбом «Семь состояний сознания», записанный в 1998 году — даже несмотря на то, что самым популярным альбомом из этого цикла, к удивлению самого Кирилла Юрьевича, стал «25 Джонов Леннонов» 1999 года).
В 2001 году Рыбьякову удаётся реализовать свою давнюю задумку — собрать женский коллектив (до этого он уже дважды пытался это сделать, однако оба женских проекта — «Белая горячка» и «Акционерное общество закрытого типа» (сокращённо А.О.З.Т.) — довольно быстро прекратили своё существование). С привлечением сторонней вокалистки (педагога по вокалу из музыкальной школы) и её дочери записывается альбом «Рыбья кровь» под вывеской «Karl Fisher Band». Вскоре после этого Рыбьяков переезжает в Москву, а Андрюшкин уходит из коллектива.
На некоторое время Рыбьяков остаётся один. Лишь в 2003 году к нему присоединяется Вячеслав Филашихин (гитара, бас-гитара), а чуть позже — Евгений Вороновский (скрипка, клавишные).
В 2005 году группа меняет своё название на «КооперативништяК».
В июне 2011 года коллектив в составе Рыбьяков (вокал) — Филашихин (гитара) — Вороновский (синтезатор «Поливокс», электроскрипка) стал гостем передачи «Рождённые в СССР» на телеканале «Ностальгия».
В начале 2010-х годов Вороновский уезжает в Европу и в итоге остаётся там.
По состоянию на 2013 год участниками группы являлись: Кирилл Рыбьяков (вокал, гитара), Вячеслав Филашихин (гитара, бас-гитара), Лера Стемасова (бас-гитара, скрипка), Михаил Барыкин (ударные).
Всего коллективом было записано более 60 альбомов (включая официальные концертные записи), из которых большая часть выпущена на CD.
На композиции временно недоступен басовую партию исполнила его жена Нета Фишер

## Состав группы

#### Текущий состав
- Кирилл «Карл Фишер» Рыбьяков[4] (вокал, гитара, бас-гитара, ударные, клавишные, перкуссия, эффекты) (1983 — настоящее время)
- Вячеслав Филашихин[2][28] (гитара, бас-гитара) (2003—2016, 2018 — настоящее время)
- Егор Демидов[29] (бас-гитара) (2014 — настоящее время)
- Михаил Барыкин[2][29][30] (ударные) (2010 — настоящее время)
- Нета Фишер(вокал, рекурсия, контрабас, 2020-2023)

#### Бывшие участники
- Игорь «Выдумщик» Булдаков[7][31] («Собачья жизнь») (вокал, гитара) (1983—1986, 1989—1992)
- Юрий Крылов[7][8][32] («Инструкция по выживанию») (клавишные, вокал) (1986—1987)
- Андрей Шегунов (известен также как Андрей Шагунов)[7][33] («Инструкция по выживанию», «Культурная революция») (гитара) (1986—1987)
- Александр Ковязин[7][34] («Инструкция по выживанию», «Культурная революция») (бас-гитара) (1986—1987) †
- Евгений «Джек» Кузнецов[7][35] («Инструкция по выживанию», «Культурная революция», «Чернозём») (ударные) (1986—1987) †
- Валерий «Варела» Усольцев[7][8] («Инструкция по выживанию») (гитара) (1987)
- Владимир «Джагер» Медведев[7][8] («Инструкция по выживанию», «Центральный гастроном») (флейта) (1987)
- Артур Струков[7][36] («Культурная революция») (бас-гитара, гитара) (1987, 1988, 1999)
- Игорь «Джефф» Жевтун[7][36][37] («Инструкция по выживанию», «Гражданская оборона») (гитара, бас-гитара, бэк-вокал, вокал) (1988, 1992—1993, 1994, 1998, 1999)
- Вадим Обвинцев[7][38] (скрипка) (1988)
- Давид Гидалевич[3][7] (дудка) (1988)
- Егор Летов[3][9] («Гражданская оборона», «Коммунизм», «Егор и опизденевшие») (ударные) (1988) †
- Игорь «Чёрный карлик» Бедарев[7][9][39] («Собачья жизнь», «Центральный гастроном») (бас-гитара) (1989—1992)
- Дмитрий Куприянов (известен как «Снегопа», «Китаец» и «Прокруст»)[7][40][41][42][43][44] (бас-гитара, гитара, клавишные, скрипка, ударные) (1989, 1994, 1995, 1996, 1997, 1999)
- Александр Андрюшкин[7][12] («Инструкция по выживанию», «Гражданская оборона», «Культурная революция») (ударные, гитара, бас-гитара, клавишные, бэк-вокал, вокал, перкуссия, губная гармоника, контрабас, саксофон, аккордеон) (1989—2001)
- Сергей Жидов[45] («Собачья жизнь») (металлофон, ударные) (1991) †
- Евгений «Джексон» Кокорин[7][46] («Инструкция по выживанию», «Чернозём») (гитара, вокал) (1992)
- Александр «Француз» Круговых[7][47] («Француз и обормоты») (гитара) (1994—1998)
- Михаил «Агрессор» Пушников[7][48] (гитара) (1994—1998) †
- Александр «Рыжий» Чарков[7][49] (бас-гитара) (1994—1998)
- «Ганс Ушкер»[50] (гитара) (1994, 1995)
- «Иванопуло» (гитара) (1995)
- Наташа (вокал) (1995)
- Борис Петелин[51] (гитара) (1996, 1997)
- «Барышня Таня»[43] (бэк-вокал) (1996)
- «Крестьянин Ахюрдна»[20] (баян) (1999)
- Светлана[7][52] (вокал) (2001)
- Кристина[52] (вокал) (2001)
- Т. Тросиенко[53] (бас-гитара) (2001)
- «Румпельштильцхен»[54] (гитара) (2003)
- Ярослав Павшин[55][56] (бас-гитара, гитара) (2005—2007)
- Евгений Вороновский[2][57] (скрипка, клавишные) (2005—2012)
- Олег «Седой»[58] (ударные) (2005)
- Евгений Лабыч[56][59] (ударные) (2005, 2007)
- Елизавета Юрьевна[60] (клавишные) (2006)
- Павел Шевченко[61] (электроника) (2007)
- Евгений Соловьёв[62] (ударные) (2009)
- Лера Стемасова[2] (бас-гитара, скрипка) (2012—2014)
- Карэн Тер-Месропян[29][63] (гитара) (2013, 2016—2018)

## Дискография

#### Номерные альбомы
1. 1983 — «По ту сторону от трубы» (утерян)[7]
2. 1983 — «Король травы» (утерян)
3. 1984 — «Кооператив Ништяк имени Алистера Кроули» (утерян)[27]
4. 1986 — «КРЮК»[64]
5. 1986 — «Кожаное дерево» (утерян)[65]
6. 1987 — «Кооператив Ништяк имени Арокса и Штёра»[7]
7. 1988 — «Пудинг с изюмом»[66]
8. 1988 — «Чёрное солнце или чёрный ВИА»[67]
9. 1989 — «Тюмень-сити»[7][68]
10. 1989 — «Разбойное нападение на необитаемый остров»[69]
11. 1990 — «Чёрная месса или фан-клуб Фредди Крюгера»
12. 1990 — «Винтер» (утерян)[65]
13. 1991 — «Зигфрид»[65]
14. 1992 — «Готика / Библиотека беспокойного присутствия»[70]
15. 1992 — «Мутабор»[71]
16. 1992 — «Сделай сам умелыми руками»[72]
17. 1993 — «Венок на бледный лоб Диониса»[73]
18. 1994 — «Аномалии и извращения»[74]
19. 1995 — «Музыка для одиноких нацисток, или волшебная сила искусства»[75]
20. 1996 — «Тени старых клоунов»[76]
21. 1996 — «Менуэты порно графа»[77]
22. 1997 — «Памяти Дика»[78]
23. 1997 — «Посмотрим на ночную сторону естественных наук»[79]
24. 1997 — «10 лет беспробудного пьянства»[80]
25. 1998 — «Семь состояний сознания»[81]
26. 1998 — «Магические рёбра Мерлина»[81]
27. 1999 — «25 Джонов Леннонов»[72]
28. 2000 — «В мертвецкой»[82]
29. 2001 — «Обыкновенный цинизм»[83]
30. 2002 — «Орден чёрного искусства»[84]
31. 2003 — «Глубоко чёрное»[85]
32. 2004 — «Ложа вольных гробовщиков»[86]
33. 2005 — «Выгнал всех к чёртовой матери и остался один посреди кладбища, что покоится в сердце вселенной»[87]
34. 2006 — «Нагромождение банальностей»[88]
35. 2007 — «Кровавый навет Ганса Зиверса»[89]
36. 2008 — «В бутылке масла сварили беса»[90]
37. 2010 — «Пирогами и блинами и сушёными грибами»[91]
38. 2016 — «Финиш, ясный сокол»[92]
39. 2018 — «Врил»[93]
40. 2019 — «Ганглий»[94]
41. 2020 — «Киборг уходит в небо»[95]
42. 2021 — «Винтажный френч для ретро ритуала»[96]
43. 2022 — «Осенькоэнджодассен»[97]
44. 2024 — «Один год в минус»

#### Другие проекты
1. 1987 — «Карма Ильича» (проект «Инструкция по обороне»)[98]
2. 2001 — «Рыбья кровь» (проект «Karl Fisher Band»)[99]
3. 2017 — «Вам не кажется, что это омерзительно?» (проект «Karl Fisher»)[100]

#### Ремастированные издания и переиздания
1. 1999 — «Сделай сам умелыми руками» (в качестве бонуса к альбому «25 Джонов Леннонов»)[101]
2. 2001 — «Памяти Дика»[78]
3. 2002 — «Разбойное нападение на необитаемый остров»[102]
4. 2003 — «Музыка для одиноких нацисток или волшебная сила искусства»[103]
5. 2003 — «Пудинг с изюмом»[104]
6. 2003 — «Чёрное солнце»[105]
7. 2003 — «Менуэты порнографа»[106]
8. 2003 — «Мутабор»[107]
9. 2004 — «Аномалии и извращения»[108]
10. 2004 — «Тени старых клоунов»[109]
11. 2004 — Karl Fisher Band: «Рыбья кровь»[110]
12. 2006 — «Готика» (в составе компиляции «Бронзовый век»)[111]
13. 2006 — «КРЮК»[112]
14. 2006 — «Чёрное солнце»[113]
15. 2007 — «Посмотрим на ночную сторону естественных наук»[114]
16. 2008 — «Венок на бледный лоб Диониса»[115]
17. 2008 — «Ночная сторона естественных наук»[116]
18. 2011 — «Орден»[117]
19. 2012 — «Ложа вольных гробовщиков (full remastered)»[118]
20. 2014 — «В бутылке масла сварили беса (full remastered)»[119]
21. 2018 — «Финиш, ясный сокол (digital remastered)»[120]
22. 2021 — «Врил»[121]

#### Синглы и мини-альбомы
1. 2004 — «Чёрная собачья голова»[122]
2. 2010 — «Толковый словарь русского языка»[123][124]
3. 2011 — «Ордер»[125]
4. 2014 — «Чёрная собачья голова (full remastered)»[126]
5. 2015 — «Дым с уходящего Солнца»[127]
6. 2017 — «Очертания темы»[128]
7. 2017 — «Автозаполнение форм»[129]
8. 2018 — «Нервно-паралитический джаз»[130]
9. 2019 — «Зима Категория Б 19»[131]
10. 2019 — «Зима Категория Б 19 (версия 2)»[132]
11. 2019 — «Быть может»[133]
12. 2020 — «Dies martis»[134]
13. 2021 — «Четыре запчасти от финиша»[135]
14. 2021 — «Минор по Гринвичу»[136]
15. 2021 — «То, что с той стороны дождя»[97]
16. 2022 — «Невнятное смещение в пространствах»[136]
17. 2022 — «Тот самый градус посвящения»[137]
18. 2022 — «Не обращая внимания на оттенки»[138]
19. 2022 — «Максимальное приближение»[136]
20. 2023 — «Ящик случайностей»[139]
21. 2023 — «Генератор случайных снов»[140]
22. 2023 — «Временно недоступен»[141]
23. 2023 — «Абсорбент для Абсолюта»
24. 2024 — «Те, кого я забыл потом»
25. 2024 — «Нет ничего длиннее жизни»
26. 2024 — «В морге только девушки»
27. 2025 — «Внезапно пропил башмаки»

#### Компиляции и сборники
1. 1999 — «Мутабор / Разбойное нападение на необитаемый остров»[142]
2. 2000 — «Магические рёбра Мерлина + Семь состояний сознания»[143]
3. 2002 — «Ай-Дум-Ер-Кер-Ком-Ер-Кер»[144][145]
4. 2004 — «Музыка для одиноких нацисток или волшебная сила искусства + Аномалии и извращения»[146]
5. 2004 — «Десять лет беспробудного пьянства»[147]
6. 2004 — «Керблонкети-блинк !»[148][149]
7. 2006 — «Бронзовый век»[111]
8. 2018 — «Кавер-кадавер»[150]
9. 2018 — «25 белых блюзов»[151]
10. 2021 — «Всё то, что дольше полувека (Greatest Hits 2019-2021)»[152]

#### Концертные альбомы
1. 1991 — «Зомби»[65]
2. 1992 — «Золовьи унд зольдатн»[153][154]
3. 1993 — «Арт-рок кафе»[70]
4. 1994 — «Неожиданный концерт»[14]
5. 1994 — «Концерт в Ишиме»
6. 1994 — «Трупы девкам не игрушки»[70][155]
7. 2000 — «Обратная перспектива»[156]
8. 2001 — «Иногда они возвращаются»[157]
9. 2002 — «Рога и копыта»[158]
10. 2003 — «Концерт в клубе "Край"»[36][159]
11. 2003 — «Квартирник в Калуге»[160]
12. 2005 — «Dance Macabre»[161]
13. 2008 — «Архитинктура»[162]
14. 2009 — «Жидкость для снятия мрака»[163]
15. 2011 — «Концерт в ОГИ акустика»[164]
16. 2012 — «Добавь здесь ещё пару сотен лет»[165]
17. 2013 — «Что внизу, то и наверху»[166]
18. 2013 — «Что наверху, то и внизу»[167]
19. 2022 — «Центр. Юстасу. Концерт в Джао Да 210422»[168]
20. 2023 — «Реанимация, время московское»

#### Видео
1. 2006 — «Кооператив Ништяк. Концерты 1997 и 2001»[169]
2. 2007 — «Видеопособие по теории ХАОСА»[170]
3. 2007 — «Железо — live 2007»[171]
4. 2009 — «Киев, арт-кафе "Филин"»[172]

#### Трибьюты
1. 2010 — «КооперативништяК. Трибьют. Том I»[173]